# Bibb County (Alabama)
Bibb County is een county in de Amerikaanse staat Alabama.
De county heeft een landoppervlakte van 1.614 km² en telt 20.826 inwoners (volkstelling 2000). De hoofdplaats is Centreville. 
Bibb Country heette eerder Cahaba County maar die naam werd gewijzigd ter ere van de overleden gouverneur Thomas Bibb.

## Bevolkingsontwikkeling

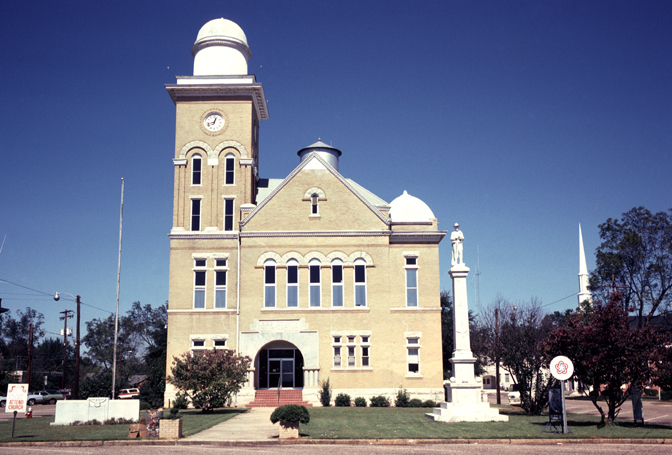
Bibb County Courthouse